# The Raven Age
The Raven Age est un groupe britannique de heavy metal, originaire de Londres, en Angleterre. Il est formé en 2009 par les guitaristes George Harris et Dan Wright. George Harris est le fils du bassiste Steve Harris (d'Iron Maiden).

## Histoire
En 2014, le groupe enregistre et sort son EP éponyme, avant de faire la première partie de British Lion de Steve Harris et de Tremonti lors de tournées séparées. Le groupe fait ensuite la première partie d'Iron Maiden sur The Book of Souls World Tour en 2016. Le 2 août 2016, le groupe annonce que son premier album, Darkness Will Rise, sort en décembre 2016, avant d'être repoussé à mars 2017. Le groupe fait la première partie d'Anthrax sur la tournée européenne Among the Kings en 2017. Ils enchaînent en faisant la première partie de Killswitch Engage et Tremonti sur leurs tournées en 2018. Le groupe sort son deuxième album, Conspiracy, le 8 mars 2019. Conspiracy reçoit plus de 130 000 vues sur YouTube au 12 juin 2019. 

## Discographie

### Albums studio
- 2017 : Darkness Will Rise
- 2019 : Conspiracy
- 2023 : Blood Omen

### Compilation
- 2021 : Exile

### EP
- 2014 : The Raven Age

### Singles
- 2017 : Salem's Fate
- 2018 : Surrogate
- 2018 : Betrayal of the Mind
- 2019 : The Day the World Stood Still
- 2019 : Fleur de Lis[8]
- 2021 : No Man's Land
- 2021 : As the World Stood Still
- 2021 : Wait for Me
- 2023 : Parasite
- 2023 : Serpents Tongue
- 2023 : Forgive and Forget